# Carretera Austral
Carretera Austral er en vej gennem det nordlige Patagonien i det sydlige Chile.
Det går fra Puerto Montt i nord, flere hundrede kilometer sydpå til hovedby Coyhaique og videre sydpå til den lille by Villa O'Higgins ved Patagoniens sydlige isfelt.
Visse dele af vejen er asfalteret, mens størstedelen er grusvej.
Det er nødvendigt at tage færger for at komme over flere af fjordene.
Carretera Austral går gennem naturskønne områder og tiltrækker derfor en del turister.
Også en del cykelturister gennemfører store dele af vejen.

## Rutebeskrivelse
Fra Puerto Montt går vejen sydøst til La Arena hvor der er færgeoverfart til Ramp Puelche. Vejen forsætter til byen Hornopiren hvor der er færge til Caleta Gonzalo.
I dette område går Carretera Austral igennem den privatejede Pumalin naturpark før byen Chaiten.
I 2008 udbrød en vulkan ved Chaiten, hvorefter byens folk måtte evakueres.
Vulkanudbrudet betød at vejen mellem Chaiten og Caleta Gonzalo blev lukket.
Fra Chaiten fortsætter Carretera Austral videre sydpå for Corcovado Nationalpark og krydser grænsen mellem Los Lagos regionen og Aisen-regionen før byen La Junta.
Syd for La Junta går vejen igennem Queulat Nationalpark før byen Puyuhuapi.
Herefter er Villa Manihuales den sidste by på Carretera Austral før hovedbyen Coyhaique.
Omkring Coyhaique er Carretera Austral asfalteret.
Syd for Coyhaique ligger Cerro Castillo Nationalreservat, hvor Carretera Austral går igennem til byen Villa Cerro Castillo.
Herefter går vejen først mod vest langs Ibanez-floden siden syd langs Murta-floden for at komme uden om den store General Carrer-sø.
Den første by på Carretera Austral over 130 kilometer fra Villa Cerro Castillo er Puerto Rio Tranquilo som ligger ved General Carrera-søen
Fra Tranquilo går vejen ved søen og langs Baker-floden til byen Cochrane, der er den sidste større by før det sydlige isfelt.
Fra Cochrane er der 103 kilometer til T-krydset hvor en sidevej fører fra Carretera Austral til byen Caleta Tortel.
Fra T-krydset er der endnu 21 kilometer til Puerto Yungay, hvor der er færge til Rio Bravo.
Fra Rio Bravo er der 100 kilometer til Villa O'Higgins.

## Henvisning
1. ↑  "Town Evacuated As Volcano Erupts". Sky news. 5. maj 2008.
2. ↑  "Casa Ludwig: How to get there". Arkiveret fra originalen 4. april 2009. Hentet 15. februar 2010.